# Gabriele Diewald
Gabriele Diewald (* 10. Oktober 1960 in Hersbruck) ist eine deutsche Sprachwissenschaftlerin und Autorin mehrerer Duden-Bücher zur geschlechtergerechten Sprache. Sie ist Professorin für deutsche Sprache der Gegenwart an der Universität Hannover.

## Leben
Gabriele Diewald wurde in der Nähe von Nürnberg geboren und studierte von 1981 bis 1988 Germanistik und Anglistik an der Universität Erlangen-Nürnberg und der University of Kent at Canterbury. Im Jahr 1990 wurde sie in Erlangen bei Horst Haider Munske in germanistischer Linguistik zum Thema Deixis und Textsorten im Deutschen promoviert. In der Zeit von 1992 bis 2000 war Diewald wissenschaftliche (Ober-)Assistentin am Institut für Germanistik der Universität Erlangen-Nürnberg; 1998 habilitierte sie sich dort für germanistische Sprachwissenschaft zum Thema Die Modalverben im Deutschen.  Von 2000 bis 2001 war sie Professorin für Linguistik des Deutschen am Institut für Germanistik I der Universität Hamburg. Seit 2001 hat Diewald den Lehrstuhl für Deutsche Gegenwartssprache am Deutschen Seminar der Universität Hannover. Dort war sie von 2007 bis 2012 auch Vizepräsidentin für Lehre, Studium und Weiterbildung.
Ihre Tätigkeiten im Ausland umfassen ein Jahr als Visiting scholar am Linguistics Department (Prof. Dr. Elizabeth Traugott) der Stanford University (1996 bis 1997) und Gastprofessuren, unter anderem an der Universidade de São Paulo in Brasilien (1999) und an der University of Georgia in Athens (2014, 2015).

## Schaffen
Bei der Fachzeitschrift Beiträge zur Geschichte der deutschen Sprache und Literatur (PBB) gehört Diewald seit 2012 dem wissenschaftlichen Beirat an.
Seit 2017 leitet Diewald die Studie Geschlechtergerechte Sprache in Theorie und Praxis zur aktuellen Situation aus sprachwissenschaftlicher, phoniatrisch-psycholinguistischer und juristischer Perspektive. Auf einer wissenschaftlichen Tagung im Oktober 2019 wurden unter anderem Untersuchungsergebnisse zu 80 Sprachleitfäden veröffentlicht.
Diewald war von 2018 bis Anfang 2020 auch an der Leitung der Studie Geschlecht und Wissenschaftssprache beteiligt, die das Verhältnis am Beispiel der sprachlichen Bearbeitungen von Forschungsanträgen untersucht.
Zusammen mit der Sprachwissenschaftlerin und Germanistin Anja Steinhauer verfasste Diewald ab 2017 drei grundlegende Ratgeber zur Anwendung der geschlechtergerechten Sprache (Gendern), die von der Duden-Redaktion unter der Leitung von Kathrin Kunkel-Razum herausgegeben wurden.

## Schriften (Auswahl)
- 2020: zusammen mit Anja Steinhauer: Duden: Handbuch geschlechtergerechte Sprache – Wie Sie angemessen und verständlich gendern. Herausgegeben von der Dudenredaktion. Dudenverlag, Berlin April 2020, ISBN 978-3-411-74517-3.
- 2020: Alles ändert sich, aber nichts von allein – eine Standortbestimmung zum Thema geschlechtergerechte Sprache. In: Der Sprachdienst. Nr. 1–2, 2020, S. 1–14.
- 2020: Paradigms lost – paradigms regained: Paradigms as hyper-constructions. In: Lotte Sommerer, Elena Smirnova (Hrsg.): Nodes and Networks in Diachronic Construction Grammar (= CAL – Constructional Approaches to Language. Band 27). Benjamins, Amsterdam 2020, ISBN 978-90-272-0544-5, S. 277–315 (englisch; doi:10.1075/cal.27.08die).
- 2019: Linguistische Kriterien und Argumente für geschlechtergerechten Sprachgebrauch. In: Sabine Berghahn, Ulrike Schultz (Hrsg.): Rechtshandbuch für Frauen- und Gleichstellungsbeauftragte. Loseblattsammlung. Dashöfer, Hamburg 2001–2019, ISBN 978-3-931832-44-5, Grundlagen 1.3.
- 2019 zusammen mit Anja Steinhauer: Duden: Gendern – ganz einfach! Herausgegeben von der Dudenredaktion. Dudenverlag, Berlin März 2019, ISBN 978-3-411-74335-3 (Leseprobe auf duden.de).
- 2019 mit Mechthild Habermann und Maria Thurmair: Grundwissen Grammatik. 3. überarbeitete Auflage. Dudenverlag, Berlin 2019, ISBN 978-3-411-73273-9.
- 2018: Zur Diskussion: Geschlechtergerechte Sprache als Thema der germanistischen Linguistik – exemplarisch exerziert am Streit um das sogenannte generische Maskulinum. In: Zeitschrift für germanistische Linguistik. Band 46, Heft 2, 2018, S. 283–299 (doi:10.1515/zgl-2018-0016; Downloadseite).
- 2018: Gendergerechte Sprache: Was ist das? Was soll das? Wie geht das? In: Der Sprachdienst. Band 62, Nr. 6, 2018, S. 195–208 (Vortragsinfo).
- 2017 zusammen mit Anja Steinhauer: Duden: Richtig gendern – Wie Sie angemessen und verständlich schreiben. Herausgegeben von der Dudenredaktion. Dudenverlag, Berlin Oktober 2017, ISBN 978-3-411-74357-5 (Leseprobe in der Google-Buchsuche).[12][13]
- 2014: Zum Verhältnis von Grammatikalisierungsforschung und Sprachgeschichtsforschung. In: Jahrbuch für Germanistische Sprachgeschichte. Band 5. 2014, S. 79–93.
- 1999: Die Modalverben im Deutschen: Grammatikalisierung und Polyfunktionalität (= Germanistische Linguistik. Band 208). Doktorarbeit Universität Erlangen-Nürnberg 1998. Niemeyer, Tübingen 1999, ISBN 3-484-31208-4 (Nachdruck: De Gruyter, Berlin/Boston 2012, ISBN 978-3-11-094594-2, Leseprobe in der Google-Buchsuche).
- 1997: Grammatikalisierung: Eine Einführung in Sein und Werden grammatischer Formen (= Germanistische Arbeitshefte. Band 36). Niemeyer, Tübingen 1997, ISBN 3-484-25136-0 (Leseprobe in der Google-Buchsuche).
- 1991: Deixis und Textsorten im Deutschen (= Germanistische Linguistik. Band 118). Niemeyer, Tübingen 1991, ISBN 3-484-31118-5 (Nachdruck: De Gruyter, Berlin/Boston 1991, ISBN 3-11-137640-0).